# Eucoelophysis baldwini
Eucoelophysis baldwini è un rettile arcosauro estinto, appartenente ai silesauridi. Visse nel Triassico superiore (Norico, circa 228 - 208 milioni di anni fa) e i suoi resti fossili sono stati ritrovati in Nordamerica.

## Descrizione
I resti frammentari non permettono una ricostruzione adeguata di Eucoelophysis; il raffronto dei fossili con quelli di animali simili ma meglio conosciuti (come Silesaurus e Sacisaurus) indica che Eucoelophysis potrebbe essere stato un animale lungo circa un paio di metri, dalle zampe lunghe e snelle e dal portamento quadrupede. La forma del femore è estremamente simile a quella di Silesaurus: l'osso in questione è privo del solco per il legamento sulla superficie caudale della testa del femore, e l'epicondilo femorale mediale è piccolo, liscio e arrotondato. Anche la tibia è dotata di alcune caratteristiche che allontanano Eucoelophysis dai dinosauri e lo avvicinano ai silesauridi.

## Classificazione
Eucoelophysis baldwini venne descritto per la prima volta da Sullivan e Lucas nel 1999, sulla base di resti fossili incompleti ritrovati nella formazione Chinle in Nuovo Messico. Inizialmente venne considerato un dinosauro teropode affine a Coelophysis (da qui il nome Eucoelophysis); la successiva descrizione di Silesaurus e il riconoscimento di un taxon noto come Silesauridae, considerato basale rispetto ai dinosauri, portò a una riconsiderazione dei resti di Eucoelophysis da parte di Sterling J. Nesbitt e colleghi, che nel 2005 e poi nel 2007 pubblicarono due articoli che indicavano come Eucoelophysis fosse con tutta probabilità un membro dei silesauridi. Una ricerca indipendente di Martin Ezcurra (2006) giunse più o meno alle stesse conclusioni; in questo studio, Eucoelophysis era considerato il sister group di Dinosauria, mentre Silesaurus veniva considerato un taxon basale rispetto a Eucoelophysis e a Dinosauria. 